# Liste der Europameister im Shorttrack

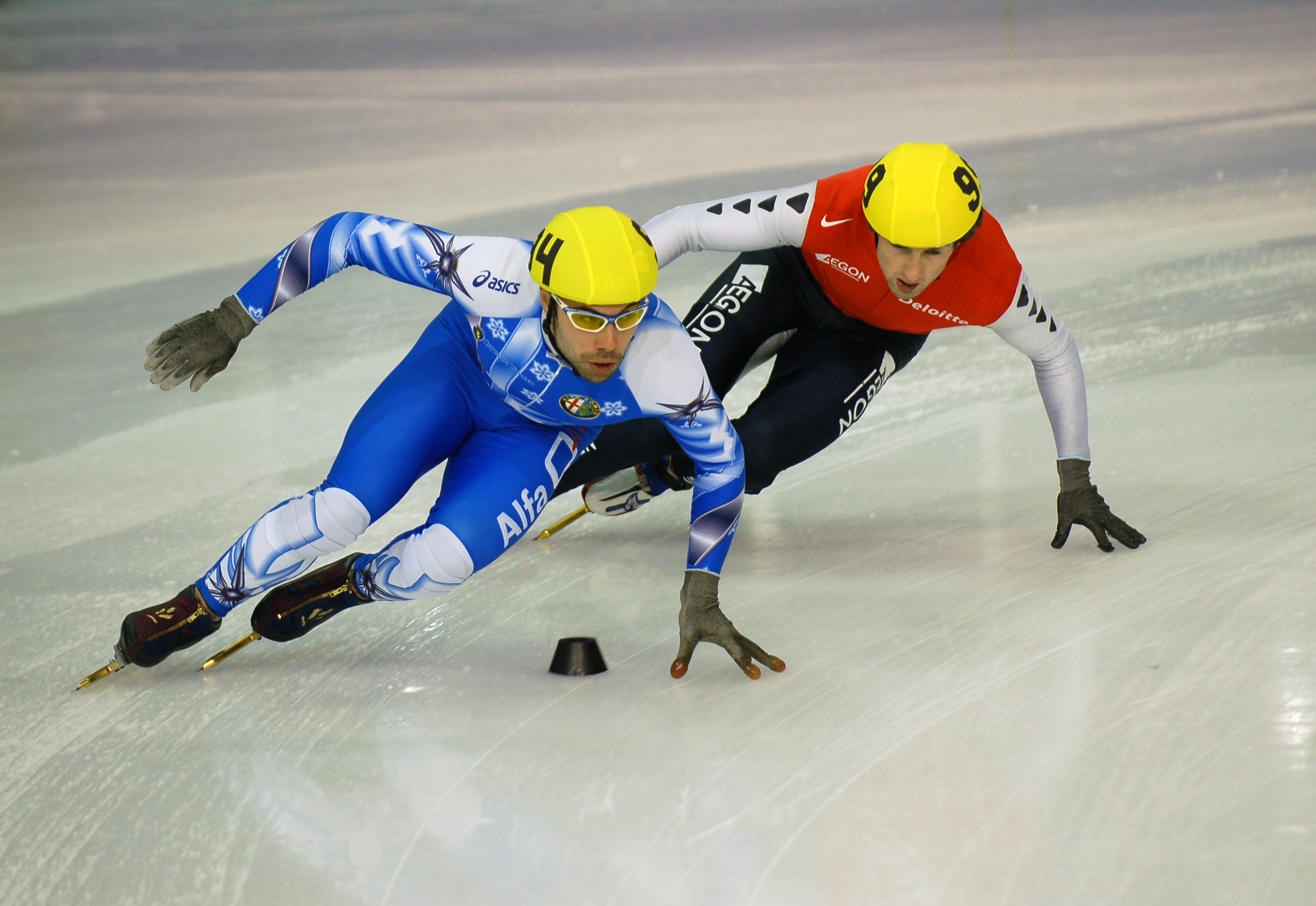
Fabio Carta – einer der erfolgreichsten EM-Teilnehmer – bei der EM 2007 in Sheffield

Die Liste der Europameister im Shorttrack verzeichnet alle Sieger sowie die Zweit- und Drittplatzierten bei den seit 1997 jährlich stattfindenden Shorttrack-Europameisterschaften, aufgeteilt nach Männern und Frauen sowie nach Disziplin. Im Anschluss an einen Überblick über die Titelträger und eine Auflistung der Medaillengewinner findet sich eine Aufstellung der insgesamt erfolgreichsten EM-Teilnehmer sowie eine Nationenwertung.
Von 1997 bis 2016 wurden ausschließlich Europameister im Mehrkampf und in der Staffel gekürt. Seit 2017 führt die Internationale Eislaufunion (ISU) auch die Sieger auf den Einzelstrecken 500 Meter, 1000 Meter und 1500 Meter als Europameister. Die Mehrkampfwertung entfiel mit der EM 2023. Dafür wurde zusätzlich zu den Einzelstrecken sowie den Frauen- und Männerstaffeln eine Mixedstaffel in das Programm der Europameisterschaften aufgenommen.
Zu den erfolgreichsten Athleten bei Europameisterschaften gehören die Bulgarin Ewgenija Radanowa sowie Arianna Fontana und Fabio Carta aus Italien, die jeweils siebenmal Europameister im Mehrkampf wurden (zuzüglich Titeln mit der Staffel). Radanowa entschied in der Zeit zwischen 1999 und 2008 insgesamt 29 EM-Einzelstrecken für sich, Fontana (zwischen 2008 und 2020) und Carta (zwischen 1997 und 2006) jeweils knapp 20. Nicola Rodigari gewann neben fünf Goldmedaillen im Mehrkampf zehn weitere mit der italienischen Staffel. Die insgesamt meisten Titel errang die Niederländerin Suzanne Schulting, die neun Goldmedaillen auf Einzelstrecken, drei Goldmedaillen im Mehrkampf sowie fünf Goldmedaillen mit Staffeln gewann. Die Nationenwertung führen mit Stand 2025 die Teams aus Italien und aus den Niederlanden an.

## Überblick Europameister und Streckensieger
Die beiden folgenden Tabellen geben einen Überblick über die Erstplatzierten bei den im Rahmen von Shorttrack-Europameisterschaften ausgetragenen Wettkämpfen im Mehrkampf, über 500 Meter, 1000 Meter, 1500 Meter, 3000 Meter und in der Staffel (5000 Meter bei den Männern und 3000 Meter bei den Frauen). Aus Platzgründen wird jeweils nur das Land der siegreichen Staffel aufgeführt, die genaue Aufstellung der Staffelläufer findet sich weiter unten in der Aufführung der Medaillengewinner.
Gelb hinterlegte Zellen zeigen an, dass der jeweilige Sieger des Rennens in der ISU-Statistik als Europameister geführt wird. Das betrifft sämtliche Mehrkampf- und Staffelwettbewerbe sowie seit 2017 die Rennen über 500, 1000 und 1500 Meter. Der bis 2021 gelaufene 3000-Meter-Wettkampf zählte ausschließlich als Super-Finale für den Mehrkampf. Es gab auf dieser Distanz keine Vorläufe, lediglich die besten Läufer der drei vorherigen Strecken qualifizierten sich für die Teilnahme. Die Gewinner in solchen Rennen, die nicht als eigenständige EM-Wettbewerbe ausgeschrieben waren, sind kursiv markiert.
Von 2001 bis 2003 gewann Ewgenija Radanowa dreimal in Folge den Europameistertitel im Mehrkampf mit Siegen auf allen vier Einzelstrecken. 2001 wurde sie zudem Europameisterin mit der bulgarischen Staffel. Bei der EM 2011 siegte der Franzose Thibaut Fauconnet als erster Mann bei einer Europameisterschaft auf allen vier Distanzen. Fauconnets Titel und seine Ergebnisse von 2011 wurden ihm wegen eines Verstoßes gegen die Doping-Richtlinien aberkannt.

### Männer
| Europameisterschaft | Europameisterschaft | Mehrkampf                             | Mehrkampf                             | 500 Meter                             | 500 Meter                             | 1000 Meter                            | 1000 Meter                            | 1500 Meter                            | 1500 Meter                            | 3000 Meter                            | 3000 Meter                            | Staffel                               |
| Europameisterschaft | Europameisterschaft | N                                     | Name                                  | N                                     | Name                                  | N                                     | Name                                  | N                                     | Name                                  | N                                     | Name                                  | Staffel                               |
| ------------------- | ------------------- | ------------------------------------- | ------------------------------------- | ------------------------------------- | ------------------------------------- | ------------------------------------- | ------------------------------------- | ------------------------------------- | ------------------------------------- | ------------------------------------- | ------------------------------------- | ------------------------------------- |
| 1997                | Malmö               | Italien                               | Fabio Carta                           | Italien                               | Mirko Vuillermin                      | Italien                               | Fabio Carta                           | Italien                               | Mirko Vuillermin                      | Italien                               | Fabio Carta                           | Großbritannien                        |
| 1998                | Budapest            | Italien                               | Fabio Carta                           | Niederlande                           | Dave Versteeg                         | Vereinigtes Konigreich                | Nicky Gooch                           | Italien                               | Fabio Carta                           | Italien                               | Michele Antonioli                     | Großbritannien                        |
| 1999                | Oberstdorf          | Italien                               | Fabio Carta                           | Italien                               | Nicola Franceschina                   | Italien                               | Fabio Carta                           | Italien                               | Fabio Carta                           | Italien                               | Fabio Carta                           | Italien                               |
| 2000                | Bormio              | Italien                               | Fabio Carta                           | Italien                               | Fabio Carta                           | Italien                               | Nicola Franceschina                   | Vereinigtes Konigreich                | Nicky Gooch                           | Italien                               | Fabio Carta                           | Italien                               |
| 2001                | Den Haag            | Frankreich                            | Bruno Loscos                          | Italien                               | Maurizio Carnino                      | Frankreich                            | Bruno Loscos                          | Frankreich                            | Bruno Loscos                          | Niederlande                           | Cees Juffermans                       | Italien                               |
| 2002                | Grenoble            | Italien                               | Fabio Carta                           | Italien                               | Nicola Rodigari                       | Italien                               | Fabio Carta                           | Italien                               | Fabio Carta                           | Italien                               | Fabio Carta                           | Italien                               |
| 2003                | Sankt Petersburg    | Italien                               | Fabio Carta                           | Italien                               | Fabio Carta                           | Italien                               | Michele Antonioli                     | Italien                               | Fabio Carta                           | Italien                               | Fabio Carta                           | Italien                               |
| 2004                | Zoetermeer          | Italien                               | Nicola Rodigari                       | Italien                               | Nicola Franceschina                   | Italien                               | Fabio Carta                           | Italien                               | Nicola Rodigari                       | Belgien                               | Pieter Gysel                          | Italien                               |
| 2005                | Turin               | Italien                               | Fabio Carta                           | Italien                               | Fabio Carta                           | Italien                               | Nicola Rodigari                       | Deutschland                           | Arian Nachbar                         | Belgien                               | Pieter Gysel                          | Deutschland                           |
| 2006                | Krynica-Zdrój       | Italien                               | Nicola Rodigari                       | Italien                               | Nicola Rodigari                       | Italien                               | Fabio Carta                           | Italien                               | Nicola Rodigari                       | Italien                               | Fabio Carta                           | Italien                               |
| 2007                | Sheffield           | Italien                               | Nicola Rodigari                       | Frankreich                            | Thibaut Fauconnet                     | Italien                               | Nicola Rodigari                       | Italien                               | Nicola Rodigari                       | Belgien                               | Pieter Gysel                          | Deutschland                           |
| 2008                | Ventspils           | Lettland                              | Haralds Silovs                        | Vereinigtes Konigreich                | Jon Eley                              | Niederlande                           | Niels Kerstholt                       | Lettland                              | Haralds Silovs                        | Lettland                              | Haralds Silovs                        | Italien                               |
| 2009                | Turin               | Italien                               | Nicola Rodigari                       | Italien                               | Nicola Rodigari                       | Belgien                               | Wim De Deyne                          | Lettland                              | Haralds Silovs                        | Russland                              | Ruslan Sacharow                       | Italien                               |
| 2010                | Dresden             | Italien                               | Nicola Rodigari                       | Frankreich                            | Maxime Châtaignier                    | Italien                               | Nicola Rodigari                       | Italien                               | Nicola Rodigari                       | Frankreich                            | Thibaut Fauconnet                     | Italien                               |
| 2011                | Heerenveen          | Lettland                              | Haralds Silovs *                      | Vereinigtes Konigreich                | Jack Whelbourne *                     | Lettland                              | Haralds Silovs *                      | Niederlande                           | Sjinkie Knegt *                       | Russland                              | Ruslan Sacharow *                     | Niederlande                           |
| 2012                | Mladá Boleslav      | Niederlande                           | Sjinkie Knegt                         | Russland                              | Wladimir Grigorjew                    | Niederlande                           | Sjinkie Knegt *                       | Niederlande                           | Sjinkie Knegt                         | Niederlande                           | Niels Kerstholt                       | Niederlande                           |
| 2013                | Malmö               | Niederlande                           | Freek van der Wart                    | Russland                              | Wladimir Grigorjew                    | Niederlande                           | Freek van der Wart                    | Niederlande                           | Sjinkie Knegt                         | Niederlande                           | Freek van der Wart                    | Russland                              |
| 2014                | Dresden             | Russland                              | Wiktor Ahn                            | Russland                              | Wiktor Ahn                            | Russland                              | Wiktor Ahn                            | Russland                              | Semjon Jelistratow                    | Russland                              | Wiktor Ahn                            | Russland                              |
| 2015                | Dordrecht           | Niederlande                           | Sjinkie Knegt                         | Russland                              | Wiktor Ahn                            | Niederlande                           | Sjinkie Knegt                         | Niederlande                           | Sjinkie Knegt                         | Israel                                | Vladislav Bykanov                     | Russland                              |
| 2016                | Sotschi             | Russland                              | Semjon Jelistratow                    | Niederlande                           | Sjinkie Knegt                         | Russland                              | Semjon Jelistratow                    | Russland                              | Semjon Jelistratow                    | Frankreich                            | Vincent Jeanne                        | Niederlande                           |
| 2017                | Turin               | Russland                              | Semjon Jelistratow                    | Niederlande                           | Sjinkie Knegt                         | Ungarn                                | Shaolin Sándor Liu                    | Russland                              | Semjon Jelistratow                    | Russland                              | Semjon Jelistratow                    | Niederlande                           |
| 2018                | Dresden             | Niederlande                           | Sjinkie Knegt                         | Niederlande                           | Sjinkie Knegt                         | Niederlande                           | Sjinkie Knegt                         | Niederlande                           | Sjinkie Knegt                         | Israel                                | Vladislav Bykanov                     | Niederlande                           |
| 2019                | Dordrecht           | Ungarn                                | Shaolin Sándor Liu                    | Ungarn                                | Shaoang Liu                           | Russland                              | Semjon Jelistratow                    | Ungarn                                | Shaolin Sándor Liu                    | Italien                               | Yuri Confortola                       | Ungarn                                |
| 2020                | Debrecen            | Ungarn                                | Shaoang Liu                           | Ungarn                                | Shaolin Sándor Liu                    | Ungarn                                | Shaolin Sándor Liu                    | Ungarn                                | Shaoang Liu                           | Russland                              | Semjon Jelistratow                    | Russland                              |
| 2021                | Danzig              | Russland                              | Semjon Jelistratow                    | Russland                              | Konstantin Iwlijew                    | Russland                              | Semjon Jelistratow                    | Russland                              | Semjon Jelistratow                    | Italien                               | Pietro Sighel                         | Niederlande                           |
| 2022                | Dresden             | wegen der COVID-19-Pandemie entfallen | wegen der COVID-19-Pandemie entfallen | wegen der COVID-19-Pandemie entfallen | wegen der COVID-19-Pandemie entfallen | wegen der COVID-19-Pandemie entfallen | wegen der COVID-19-Pandemie entfallen | wegen der COVID-19-Pandemie entfallen | wegen der COVID-19-Pandemie entfallen | wegen der COVID-19-Pandemie entfallen | wegen der COVID-19-Pandemie entfallen | wegen der COVID-19-Pandemie entfallen |
| 2023                | Danzig              | –                                     | –                                     | Italien                               | Pietro Sighel                         | Belgien                               | Stijn Desmet                          | Niederlande                           | Jens van ’t Wout                      | –                                     | –                                     | Niederlande                           |
| 2024                | Danzig              | –                                     | –                                     | Italien                               | Pietro Sighel                         | Italien                               | Pietro Sighel                         | Italien                               | Pietro Sighel                         | –                                     | –                                     | Niederlande                           |
| 2025                | Dresden             | –                                     | –                                     | Niederlande                           | Jens van 't Wout                      | Italien                               | Pietro Sighel                         | Niederlande                           | Jens van 't Wout                      | –                                     | –                                     | Italien                               |

### Frauen
| Europameisterschaft | Europameisterschaft | Mehrkampf                             | Mehrkampf                             | 500 Meter                             | 500 Meter                             | 1000 Meter                            | 1000 Meter                            | 1500 Meter                            | 1500 Meter                            | 3000 Meter                            | 3000 Meter                            | Staffel                               |
| Europameisterschaft | Europameisterschaft | N                                     | Name                                  | N                                     | Name                                  | N                                     | Name                                  | N                                     | Name                                  | N                                     | Name                                  | Staffel                               |
| ------------------- | ------------------- | ------------------------------------- | ------------------------------------- | ------------------------------------- | ------------------------------------- | ------------------------------------- | ------------------------------------- | ------------------------------------- | ------------------------------------- | ------------------------------------- | ------------------------------------- | ------------------------------------- |
| 1997                | Malmö               | Italien                               | Marinella Canclini                    | Italien                               | Marinella Canclini                    | Italien                               | Marinella Canclini                    | Niederlande                           | Ellen Wiegers                         | Italien                               | Marinella Canclini                    | Italien                               |
| 1998                | Budapest            | Italien                               | Marinella Canclini                    | Italien                               | Barbara Baldissera                    | Italien                               | Marinella Canclini                    | Italien                               | Marinella Canclini                    | Italien                               | Marinella Canclini                    | Italien                               |
| 1999                | Oberstdorf          | Italien                               | Marinella Canclini                    | Italien                               | Marinella Canclini                    | Bulgarien                             | Ewgenija Radanowa                     | Bulgarien                             | Ewgenija Radanowa                     | Italien                               | Marinella Canclini                    | Italien                               |
| 2000                | Bormio              | Bulgarien                             | Ewgenija Radanowa                     | Italien                               | Katia Zini                            | Bulgarien                             | Ewgenija Radanowa                     | Bulgarien                             | Ewgenija Radanowa                     | Bulgarien                             | Ewgenija Radanowa                     | Bulgarien                             |
| 2001                | Den Haag            | Bulgarien                             | Ewgenija Radanowa                     | Bulgarien                             | Ewgenija Radanowa                     | Bulgarien                             | Ewgenija Radanowa                     | Bulgarien                             | Ewgenija Radanowa                     | Bulgarien                             | Ewgenija Radanowa                     | Bulgarien                             |
| 2002                | Grenoble            | Bulgarien                             | Ewgenija Radanowa                     | Bulgarien                             | Ewgenija Radanowa                     | Bulgarien                             | Ewgenija Radanowa                     | Bulgarien                             | Ewgenija Radanowa                     | Bulgarien                             | Ewgenija Radanowa                     | Italien                               |
| 2003                | Sankt Petersburg    | Bulgarien                             | Ewgenija Radanowa                     | Bulgarien                             | Ewgenija Radanowa                     | Bulgarien                             | Ewgenija Radanowa                     | Bulgarien                             | Ewgenija Radanowa                     | Bulgarien                             | Ewgenija Radanowa                     | Italien                               |
| 2004                | Zoetermeer          | Bulgarien                             | Ewgenija Radanowa                     | Bulgarien                             | Ewgenija Radanowa                     | Bulgarien                             | Ewgenija Radanowa                     | Bulgarien                             | Ewgenija Radanowa                     | Russland                              | Tatjana Borodulina                    | Russland                              |
| 2005                | Turin               | Russland                              | Tatjana Borodulina                    | Russland                              | Tatjana Borodulina                    | Bulgarien                             | Ewgenija Radanowa                     | Bulgarien                             | Ewgenija Radanowa                     | Russland                              | Tatjana Borodulina                    | Russland                              |
| 2006                | Krynica-Zdrój       | Bulgarien                             | Ewgenija Radanowa                     | Bulgarien                             | Ewgenija Radanowa                     | Bulgarien                             | Ewgenija Radanowa                     | Bulgarien                             | Ewgenija Radanowa                     | Italien                               | Katia Zini                            | Italien                               |
| 2007                | Sheffield           | Bulgarien                             | Ewgenija Radanowa                     | Bulgarien                             | Ewgenija Radanowa                     | Bulgarien                             | Ewgenija Radanowa                     | Frankreich                            | Stéphanie Bouvier                     | Bulgarien                             | Ewgenija Radanowa                     | Deutschland                           |
| 2008                | Ventspils           | Italien                               | Arianna Fontana                       | Niederlande                           | Annita van Doorn                      | Bulgarien                             | Ewgenija Radanowa                     | Italien                               | Arianna Fontana                       | Italien                               | Arianna Fontana                       | Großbritannien                        |
| 2009                | Turin               | Italien                               | Arianna Fontana                       | Italien                               | Arianna Fontana                       | Italien                               | Arianna Fontana                       | Tschechien                            | Kateřina Novotná                      | Tschechien                            | Kateřina Novotná                      | Ungarn                                |
| 2010                | Dresden             | Tschechien                            | Kateřina Novotná                      | Italien                               | Arianna Fontana                       | Tschechien                            | Kateřina Novotná                      | Italien                               | Arianna Fontana                       | Tschechien                            | Kateřina Novotná                      | Deutschland                           |
| 2011                | Heerenveen          | Italien                               | Arianna Fontana                       | Italien                               | Martina Valcepina                     | Italien                               | Arianna Fontana                       | Italien                               | Arianna Fontana                       | Italien                               | Arianna Fontana                       | Niederlande                           |
| 2012                | Mladá Boleslav      | Italien                               | Arianna Fontana                       | Italien                               | Arianna Fontana                       | Niederlande                           | Jorien ter Mors                       | Italien                               | Arianna Fontana                       | Italien                               | Arianna Fontana                       | Niederlande                           |
| 2013                | Malmö               | Italien                               | Arianna Fontana                       | Italien                               | Arianna Fontana                       | Vereinigtes Konigreich                | Elise Christie                        | Vereinigtes Konigreich                | Elise Christie                        | Italien                               | Arianna Fontana                       | Niederlande                           |
| 2014                | Dresden             | Niederlande                           | Jorien ter Mors                       | Italien                               | Arianna Fontana                       | Vereinigtes Konigreich                | Elise Christie                        | Niederlande                           | Jorien ter Mors                       | Niederlande                           | Jorien ter Mors                       | Niederlande                           |
| 2015                | Dordrecht           | Vereinigtes Konigreich                | Elise Christie                        | Vereinigtes Konigreich                | Elise Christie                        | Russland                              | Sofja Proswirnowa                     | Vereinigtes Konigreich                | Elise Christie                        | Polen                                 | Patrycja Maliszewska                  | Russland                              |
| 2016                | Sotschi             | Vereinigtes Konigreich                | Elise Christie                        | Vereinigtes Konigreich                | Elise Christie                        | Vereinigtes Konigreich                | Elise Christie                        | Vereinigtes Konigreich                | Elise Christie                        | Vereinigtes Konigreich                | Charlotte Gilmartin                   | Niederlande                           |
| 2017                | Turin               | Italien                               | Arianna Fontana                       | Niederlande                           | Rianne de Vries                       | Russland                              | Sofja Proswirnowa                     | Italien                               | Arianna Fontana                       | Italien                               | Arianna Fontana                       | Italien                               |
| 2018                | Dresden             | Italien                               | Arianna Fontana                       | Italien                               | Martina Valcepina                     | Italien                               | Arianna Fontana                       | Italien                               | Martina Valcepina                     | Russland                              | Sofja Proswirnowa                     | Russland                              |
| 2019                | Dordrecht           | Niederlande                           | Suzanne Schulting                     | Polen                                 | Natalia Maliszewska                   | Russland                              | Sofja Proswirnowa                     | Niederlande                           | Suzanne Schulting                     | Niederlande                           | Suzanne Schulting                     | Niederlande                           |
| 2020                | Debrecen            | Niederlande                           | Suzanne Schulting                     | Niederlande                           | Suzanne Schulting                     | Niederlande                           | Suzanne Schulting                     | Niederlande                           | Suzanne Schulting                     | Italien                               | Arianna Fontana                       | Niederlande                           |
| 2021                | Danzig              | Niederlande                           | Suzanne Schulting                     | Niederlande                           | Suzanne Schulting                     | Niederlande                           | Suzanne Schulting                     | Niederlande                           | Suzanne Schulting                     | Russland                              | Sofja Proswirnowa                     | Frankreich                            |
| 2022                | Dresden             | wegen der COVID-19-Pandemie entfallen | wegen der COVID-19-Pandemie entfallen | wegen der COVID-19-Pandemie entfallen | wegen der COVID-19-Pandemie entfallen | wegen der COVID-19-Pandemie entfallen | wegen der COVID-19-Pandemie entfallen | wegen der COVID-19-Pandemie entfallen | wegen der COVID-19-Pandemie entfallen | wegen der COVID-19-Pandemie entfallen | wegen der COVID-19-Pandemie entfallen | wegen der COVID-19-Pandemie entfallen |
| 2023                | Danzig              | –                                     | –                                     | Niederlande                           | Suzanne Schulting                     | Belgien                               | Hanne Desmet                          | Niederlande                           | Suzanne Schulting                     | –                                     | –                                     | Niederlande                           |
| 2024                | Danzig              | –                                     | –                                     | Niederlande                           | Xandra Velzeboer                      | Belgien                               | Hanne Desmet                          | Italien                               | Elisa Confortola                      | –                                     | –                                     | Niederlande                           |
| 2025                | Dresden             | –                                     | –                                     | Ungarn                                | Petra Jászapáti                       | Italien                               | Arianna Fontana                       | Niederlande                           | Xandra Velzeboer                      | –                                     | –                                     | Italien                               |

## Medaillengewinner

### Männer
Die folgenden Tabellen führen alle in der ISU-Datenbank gelisteten Medaillengewinner bei Shorttrack-Europameisterschaften seit 1997. Bei den Staffeln werden dabei nicht nur die Läufer genannt, die im Finale zum Einsatz kamen, sondern auch die Ersatzläufer, die im Vorlauf antraten.

#### Mehrkampf
Bei der EM 1998 erhielten die punktgleichen Athleten Michele Antonioli und Dave Versteeg beide eine Silbermedaille, die Bronzemedaille wurde nicht vergeben. Nach 2021 wurden keine Titel im Mehrkampf vergeben.
| Europameisterschaft | Europameisterschaft | Gold        | Gold               | Silber                 | Silber              | Bronze                 | Bronze              |
| Europameisterschaft | Europameisterschaft | N           | Name               | N                      | Name                | N                      | Name                |
| ------------------- | ------------------- | ----------- | ------------------ | ---------------------- | ------------------- | ---------------------- | ------------------- |
| 1997                | Malmö               | Italien     | Fabio Carta        | Italien                | Mirko Vuillermin    | Frankreich             | Bruno Loscos        |
| 1998                | Budapest            | Italien     | Fabio Carta        | Italien                | Michele Antonioli   | nicht vergeben         | nicht vergeben      |
| 1998                | Budapest            | Italien     | Fabio Carta        | Niederlande            | Dave Versteeg       | nicht vergeben         | nicht vergeben      |
| 1999                | Oberstdorf          | Italien     | Fabio Carta        | Italien                | Nicola Franceschina | Italien                | Michele Antonioli   |
| 2000                | Bormio              | Italien     | Fabio Carta        | Vereinigtes Konigreich | Nicky Gooch         | Italien                | Nicola Franceschina |
| 2001                | Den Haag            | Frankreich  | Bruno Loscos       | Niederlande            | Cees Juffermans     | Vereinigtes Konigreich | Nicky Gooch         |
| 2002                | Grenoble            | Italien     | Fabio Carta        | Italien                | Nicola Rodigari     | Frankreich             | Bruno Loscos        |
| 2003                | Sankt Petersburg    | Italien     | Fabio Carta        | Italien                | Michele Antonioli   | Italien                | Nicola Franceschina |
| 2004                | Zoetermeer          | Italien     | Nicola Rodigari    | Italien                | Fabio Carta         | Italien                | Nicola Franceschina |
| 2005                | Turin               | Italien     | Fabio Carta        | Deutschland            | Arian Nachbar       | Italien                | Nicola Franceschina |
| 2006                | Krynica-Zdrój       | Italien     | Nicola Rodigari    | Italien                | Fabio Carta         | Belgien                | Pieter Gysel        |
| 2007                | Sheffield           | Italien     | Nicola Rodigari    | Belgien                | Pieter Gysel        | Italien                | Yuri Confortola     |
| 2008                | Ventspils           | Lettland    | Haralds Silovs     | Niederlande            | Niels Kerstholt     | Italien                | Nicola Rodigari     |
| 2009                | Turin               | Italien     | Nicola Rodigari    | Lettland               | Haralds Silovs      | Ungarn                 | Viktor Knoch        |
| 2010                | Dresden             | Italien     | Nicola Rodigari    | Frankreich             | Thibaut Fauconnet   | Frankreich             | Maxime Châtaignier  |
| 2011                | Heerenveen          | Lettland    | Haralds Silovs     | Niederlande            | Sjinkie Knegt       | Russland               | Ruslan Sacharow     |
| 2012                | Mladá Boleslav      | Niederlande | Sjinkie Knegt      | Niederlande            | Niels Kerstholt     | Russland               | Semjon Jelistratow  |
| 2013                | Malmö               | Niederlande | Freek van der Wart | Niederlande            | Sjinkie Knegt       | Russland               | Wladimir Grigorjew  |
| 2014                | Dresden             | Russland    | Wiktor Ahn         | Russland               | Semjon Jelistratow  | Niederlande            | Niels Kerstholt     |
| 2015                | Dordrecht           | Niederlande | Sjinkie Knegt      | Russland               | Wiktor Ahn          | Russland               | Semjon Jelistratow  |
| 2016                | Sotschi             | Russland    | Semjon Jelistratow | Ungarn                 | Shaolin Sándor Liu  | Frankreich             | Vincent Jeanne      |
| 2017                | Turin               | Russland    | Semjon Jelistratow | Ungarn                 | Shaolin Sándor Liu  | Niederlande            | Sjinkie Knegt       |
| 2018                | Dresden             | Niederlande | Sjinkie Knegt      | Israel                 | Vladislav Bykanov   | Russland               | Semjon Jelistratow  |
| 2019                | Dordrecht           | Ungarn      | Shaolin Sándor Liu | Ungarn                 | Shaoang Liu         | Russland               | Semjon Jelistratow  |
| 2020                | Debrecen            | Ungarn      | Shaoang Liu        | Ungarn                 | Shaolin Sándor Liu  | Russland               | Semjon Jelistratow  |
| 2021                | Danzig              | Russland    | Semjon Jelistratow | Italien                | Pietro Sighel       | Niederlande            | Itzhak de Laat      |

#### 500 Meter
| Europameisterschaft | Europameisterschaft | Gold                                  | Gold                                  | Silber                                | Silber                                | Bronze                                | Bronze                                |
| Europameisterschaft | Europameisterschaft | N                                     | Name                                  | N                                     | Name                                  | N                                     | Name                                  |
| ------------------- | ------------------- | ------------------------------------- | ------------------------------------- | ------------------------------------- | ------------------------------------- | ------------------------------------- | ------------------------------------- |
| 2017                | Turin               | Niederlande                           | Sjinkie Knegt                         | Niederlande                           | Dylan Hoogerwerf                      | Russland                              | Wiktor Ahn                            |
| 2018                | Dresden             | Niederlande                           | Sjinkie Knegt                         | Russland                              | Wiktor Ahn                            | Frankreich                            | Sébastien Lepape                      |
| 2019                | Dordrecht           | Ungarn                                | Shaoang Liu                           | Ungarn                                | Shaolin Sándor Liu                    | Russland                              | Pawel Sitnikow                        |
| 2020                | Debrecen            | Ungarn                                | Shaolin Sándor Liu                    | Ungarn                                | Shaoang Liu                           | Russland                              | Semjon Jelistratow                    |
| 2021                | Danzig              | Russland                              | Konstantin Iwlijew                    | Italien                               | Pietro Sighel                         | Niederlande                           | Itzhak de Laat                        |
| 2022                | Dresden             | wegen der COVID-19-Pandemie entfallen | wegen der COVID-19-Pandemie entfallen | wegen der COVID-19-Pandemie entfallen | wegen der COVID-19-Pandemie entfallen | wegen der COVID-19-Pandemie entfallen | wegen der COVID-19-Pandemie entfallen |
| 2023                | Danzig              | Italien                               | Pietro Sighel                         | Niederlande                           | Jens van ’t Wout                      | Lettland                              | Reinis Bērziņš                        |
| 2024                | Danzig              | Italien                               | Pietro Sighel                         | Niederlande                           | Teun Boer                             | Belgien                               | Stijn Desmet                          |
| 2025                | Dresden             | Niederlande                           | Jens van 't Wout                      | Italien                               | Pietro Sighel                         | Frankreich                            | Quentin Fercoq                        |

#### 1000 Meter
| Europameisterschaft | Europameisterschaft | Gold                                  | Gold                                  | Silber                                | Silber                                | Bronze                                | Bronze                                |
| Europameisterschaft | Europameisterschaft | N                                     | Name                                  | N                                     | Name                                  | N                                     | Name                                  |
| ------------------- | ------------------- | ------------------------------------- | ------------------------------------- | ------------------------------------- | ------------------------------------- | ------------------------------------- | ------------------------------------- |
| 2017                | Turin               | Ungarn                                | Shaolin Sándor Liu                    | Ungarn                                | Shaoang Liu                           | Russland                              | Semjon Jelistratow                    |
| 2018                | Dresden             | Niederlande                           | Sjinkie Knegt                         | Russland                              | Semjon Jelistratow                    | Lettland                              | Roberto Puķītis                       |
| 2019                | Dordrecht           | Russland                              | Semjon Jelistratow                    | Ungarn                                | Shaolin Sándor Liu                    | Russland                              | Denis Airapetjan                      |
| 2020                | Debrecen            | Ungarn                                | Shaolin Sándor Liu                    | Ungarn                                | Shaoang Liu                           | Russland                              | Semjon Jelistratow                    |
| 2021                | Danzig              | Russland                              | Semjon Jelistratow                    | Ungarn                                | John-Henry Krueger                    | Niederlande                           | Itzhak de Laat                        |
| 2022                | Dresden             | wegen der COVID-19-Pandemie entfallen | wegen der COVID-19-Pandemie entfallen | wegen der COVID-19-Pandemie entfallen | wegen der COVID-19-Pandemie entfallen | wegen der COVID-19-Pandemie entfallen | wegen der COVID-19-Pandemie entfallen |
| 2023                | Danzig              | Belgien                               | Stijn Desmet                          | Niederlande                           | Jens van ’t Wout                      | Turkei                                | Furkan Akar                           |
| 2024                | Danzig              | Italien                               | Pietro Sighel                         | Vereinigtes Konigreich                | Niall Treacy                          | Belgien                               | Stijn Desmet                          |
| 2025                | Dresden             | Italien                               | Pietro Sighel                         | Niederlande                           | Jens van ’t Wout                      | Italien                               | Luca Spechenhauser                    |

#### 1500 Meter
| Europameisterschaft | Europameisterschaft | Gold                                  | Gold                                  | Silber                                | Silber                                | Bronze                                | Bronze                                |
| Europameisterschaft | Europameisterschaft | N                                     | Name                                  | N                                     | Name                                  | N                                     | Name                                  |
| ------------------- | ------------------- | ------------------------------------- | ------------------------------------- | ------------------------------------- | ------------------------------------- | ------------------------------------- | ------------------------------------- |
| 2017                | Turin               | Russland                              | Semjon Jelistratow                    | Ungarn                                | Shaoang Liu                           | Israel                                | Vladislav Bykanov                     |
| 2018                | Dresden             | Niederlande                           | Sjinkie Knegt                         | Russland                              | Semjon Jelistratow                    | Israel                                | Vladislav Bykanov                     |
| 2019                | Dordrecht           | Ungarn                                | Shaolin Sándor Liu                    | Ungarn                                | Shaoang Liu                           | Russland                              | Semjon Jelistratow                    |
| 2020                | Debrecen            | Ungarn                                | Shaoang Liu                           | Niederlande                           | Itzhak de Laat                        | Israel                                | Vladislav Bykanov                     |
| 2021                | Danzig              | Russland                              | Semjon Jelistratow                    | Russland                              | Denis Airapetjan                      | Niederlande                           | Sjinkie Knegt                         |
| 2022                | Dresden             | wegen der COVID-19-Pandemie entfallen | wegen der COVID-19-Pandemie entfallen | wegen der COVID-19-Pandemie entfallen | wegen der COVID-19-Pandemie entfallen | wegen der COVID-19-Pandemie entfallen | wegen der COVID-19-Pandemie entfallen |
| 2023                | Danzig              | Niederlande                           | Jens van ’t Wout                      | Belgien                               | Stijn Desmet                          | Niederlande                           | Friso Emons                           |
| 2024                | Danzig              | Italien                               | Pietro Sighel                         | Niederlande                           | Friso Emons                           | Niederlande                           | Itzhak de Laat                        |
| 2025                | Dresden             | Niederlande                           | Jens van ’t Wout                      | Belgien                               | Stijn Desmet                          | nicht vergeben                        | nicht vergeben                        |
| 2025                | Dresden             | Niederlande                           | Jens van ’t Wout                      | Niederlande                           | Sven Roes                             | nicht vergeben                        | nicht vergeben                        |

#### Staffel
| Europameisterschaft | Europameisterschaft | Gold                                  | Gold                                                                                  | Silber                                | Silber                                                                                       | Bronze                                | Bronze                                                                                     |
| Europameisterschaft | Europameisterschaft | N                                     | Läufer                                                                                | N                                     | Läufer                                                                                       | N                                     | Läufer                                                                                     |
| ------------------- | ------------------- | ------------------------------------- | ------------------------------------------------------------------------------------- | ------------------------------------- | -------------------------------------------------------------------------------------------- | ------------------------------------- | ------------------------------------------------------------------------------------------ |
| 1997                | Malmö               | Vereinigtes Konigreich                | Nicky Gooch Matthew Jasper Matthew Rowe Robert Mitchell                               | Niederlande                           | Dave Versteeg Marc Velzeboer Harold Janssen Joost Smit                                       | Italien                               | Orazio Fagone Hugo Herrnhof Fabio Carta Michele Antonioli                                  |
| 1998                | Budapest            | Vereinigtes Konigreich                | Nicky Gooch Matthew Jasper Matthew Rowe Dave Allardice Robert Mitchell                | Italien                               | Maurizio Carnino Nicola Franceschina Fabio Carta Michele Antonioli Diego Cattani             | Niederlande                           | Dave Versteeg Patrick Vergeer Vincent Wolvers Alex Velzeboer Joost Smit                    |
| 1999                | Oberstdorf          | Italien                               | Maurizio Carnino Nicola Franceschina Fabio Carta Michele Antonioli Nicola Rodigari    | Niederlande                           | Cees Juffermans Vincent Wolvers Dave Versteeg Alex Velzeboer                                 | Vereinigtes Konigreich                | Robert Mitchell Nicky Gooch Matthew Jasper James Ellis                                     |
| 2000                | Bormio              | Italien                               | Maurizio Carnino Nicola Franceschina Michele Antonioli Nicola Rodigari Fabio Carta    | Vereinigtes Konigreich                | Nicky Gooch Leon Flack Matthew Jasper Robert Mitchell                                        | Frankreich                            | Bruno Loscos David Chevalier Gregory Durand Ludovic Mathieu                                |
| 2001                | Den Haag            | Italien                               | Maurizio Carnino Nicola Franceschina Nicola Rodigari Michele Antonioli                | Vereinigtes Konigreich                | Matthew Jasper Dave Allardice Leon Flack Nicky Gooch                                         | Ungarn                                | Kornél Szántó Balázs Knoch Balázs Kövèr Krisztián Szabó                                    |
| 2002                | Grenoble            | Italien                               | Michele Antonioli Fabio Carta Nicola Franceschina Michele Ponti Nicola Rodigari       | Belgien                               | Simon Van Vossel Pieter Gysel Wim De Deyne Ward Janssens                                     | Deutschland                           | Arian Nachbar Holger Helas André Hartwig Sebastian Praus                                   |
| 2003                | Sankt Petersburg    | Italien                               | Fabio Carta Michele Antonioli Nicola Franceschina Nicola Rodigari Michele Ponti       | Vereinigtes Konigreich                | Tom Iveson Jon Eley Leon Flack Paul Stanley                                                  | Frankreich                            | Jean-Charles Mattei Guillaume Mathieu Julien Morelle Thibaut Fauconnet                     |
| 2004                | Zoetermeer          | Italien                               | Nicola Franceschina Maurizio Carnino Fabio Carta Nicola Rodigari Roberto Serra        | Russland                              | Sergei Prankewitsch Dmitri Wassilenko Alexander Gerzikow Jaroslaw Karpuchin                  | Deutschland                           | Thomas Bauer Arian Nachbar Sebastian Praus André Hartwig                                   |
| 2005                | Turin               | Deutschland                           | Sebastian Praus Thomas Bauer André Hartwig Arian Nachbar                              | Niederlande                           | Dave Versteeg Cees Juffermans Niels Kerstholt Thomas Mogendorff                              | Ukraine                               | Wolodymyr Tschernega Wolodymyr Hryhorjew Jewgen Jakowlew Michaylo Serheyko                 |
| 2006                | Krynica-Zdrój       | Italien                               | Yuri Confortola Nicola Franceschina Fabio Carta Nicola Rodigari Roberto Serra         | Frankreich                            | Thibaut Fauconnet Mathieu De Boisset Jean-Charles Mattei Maxime Châtaignier                  | Deutschland                           | Thomas Bauer Tyson Heung Arian Nachbar Sebastian Praus André Hartwig                       |
| 2007                | Sheffield           | Deutschland                           | Paul Herrmann Tyson Heung Sebastian Praus Robert Becker                               | Ungarn                                | Gábor Galambos Péter Darázs Viktor Knoch Marton Endre Tamus                                  | Vereinigtes Konigreich                | Paul Worth Tom Iveson Jon Eley Paul Stanley                                                |
| 2008                | Ventspils           | Italien                               | Yuri Confortola Fabio Carta Nicola Rodigari Claudio Rinaldi Roberto Serra             | Vereinigtes Konigreich                | Paul Stanley Tom Iveson Paul Worth Jon Eley Anthony Douglas                                  | Frankreich                            | Maxime Châtaignier Thibaut Fauconnet Stéphane Perier Jérémy Masson                         |
| 2009                | Turin               | Italien                               | Yuri Confortola Claudio Rinaldi Edoardo Reggiani Nicola Rodigari Roberto Serra        | Niederlande                           | Freek van der Wart Rudy Koek Daan Breeuwsma Niels Kerstholt Sjinkie Knegt                    | Ungarn                                | Bence Béres Péter Darázs Gábor Galambos Viktor Knoch                                       |
| 2010                | Dresden             | Italien                               | Yuri Confortola Nicola Rodigari Claudio Rinaldi Nicolas Bean Roberto Serra            | Deutschland                           | Tyson Heung Sebastian Praus Paul Herrmann Robert Seifer Robert Becker                        | Vereinigtes Konigreich                | Jon Eley Tom Iveson Paul Worth Anthony Douglas Jack Whelbourne                             |
| 2011                | Heerenveen          | Niederlande                           | Daan Breeuwsma Niels Kerstholt Freek van der Wart Sjinkie Knegt                       | Russland                              | Wladimir Grigorjew Semjon Jelistratow Jewgeni Kosulin Sergei Prankewitsch                    | Vereinigtes Konigreich                | Jon Eley Richard Shoebridge Paul Stanley Anthony Douglas Jack Whelbourne                   |
| 2012                | Mladá Boleslav      | Niederlande                           | Niels Kerstholt Daan Breeuwsma Freek van der Wart Sjinkie Knegt Christiaan Bökk       | Russland                              | Wladimir Grigorjew Semjon Jelistratow Jewgeni Kosulin Wjatscheslaw Kurginjan Ruslan Sacharow | Deutschland                           | Paul Herrmann Torsten Kröger Robert Becker Daniel Zetzsche Robert Seifert                  |
| 2013                | Malmö               | Russland                              | Jewgeni Kosulin Wiktor Ahn Ruslan Sacharow Semjon Jelistratow Wladimir Grigorjew      | Niederlande                           | Sjinkie Knegt Freek van der Wart Daan Breeuwsma Niels Kerstholt                              | Ungarn                                | Shaolin Sándor Liu Viktor Knoch Bence Béres Csaba Burján                                   |
| 2014                | Dresden             | Russland                              | Ruslan Sacharow Dmitri Migunow Wladimir Grigorjew Wiktor Ahn Semjon Jelistratow       | Niederlande                           | Niels Kerstholt Daan Breeuwsma Freek van der Wart Sjinkie Knegt Christiaan Bökk              | Deutschland                           | Robert Seifert Paul Herrmann Jonas Kaufmann-Ludwig Daniel Zetzsche Christoph Schubert      |
| 2015                | Dordrecht           | Russland                              | Ruslan Sacharow Semjon Jelistratow Wladimir Grigorjew Wiktor Ahn Dmitri Migunow       | Ungarn                                | Csaba Burján Viktor Knoch Shaolin Sándor Liu Bence Béres Shaoang Liu                         | Niederlande                           | Freek van der Wart Daan Breeuwsma Sjinkie Knegt Itzhak de Laat Adwin Snellink              |
| 2016                | Sotschi             | Niederlande                           | Sjinkie Knegt Freek van der Wart Adwin Snellink Daan Breeuwsma Dennis Visser          | Ungarn                                | Shaolin Sándor Liu Viktor Knoch Bence Oláh Csaba Burján Shaoang Liu                          | Vereinigtes Konigreich                | Jack Whelbourne Richard Shoebridge Paul Stanley Josh Cheetham                              |
| 2017                | Turin               | Niederlande                           | Itzhak de Laat Sjinkie Knegt Daan Breeuwsma Dylan Hoogerwerf                          | Russland                              | Semjon Jelistratow Ruslan Sacharow Wiktor Ahn Denis Airapetjan Alexander Schulginow          | Italien                               | Davide Viscardi Tommaso Dotti Yuri Confortola Nicola Rodigari Andrea Cassinelli            |
| 2018                | Dresden             | Niederlande                           | Daan Breeuwsma Sjinkie Knegt Itzhak de Laat Dennis Visser Dylan Hoogerwerf            | Russland                              | Semjon Jelistratow Denis Airapetjan Wiktor Ahn Alexander Schulginow Pawel Sitnikow           | Ungarn                                | Viktor Knoch Csaba Burján Shaolin Sándor Liu Shaoang Liu Cole Krueger                      |
| 2019                | Dordrecht           | Ungarn                                | Csaba Burján Cole Krueger Shaoang Liu Shaolin Sándor Liu Alex Varnyú                  | Niederlande                           | Daan Breeuwsma Jasper Brunsmann Itzhak de Laat Dennis Visser                                 | Russland                              | Denis Airapetjan Semjon Jelistratow Alexander Schulginow Pawel Sitnikow Konstantin Iwlijew |
| 2020                | Debrecen            | Russland                              | Semjon Jelistratow Denis Airapetjan Daniil Jeibog Alexander Schulginow Pawel Sitnikow | Niederlande                           | Daan Breeuwsma Itzhak de Laat Dylan Hoogerwerf Sven Roes Dennis Visser                       | Italien                               | Yuri Confortola Tommaso Dotti Andrea Cassinelli Marco Giordano Mattia Antonioli            |
| 2021                | Danzig              | Niederlande                           | Itzhak de Laat Dylan Hoogerwerf Sjinkie Knegt Jens van ’t Wout Friso Emons            | Italien                               | Yuri Confortola Pietro Sighel Andrea Cassinelli Luca Spechenhauser                           | Russland                              | Semjon Jelistratow Pawel Sitnikow Daniil Jeibog Konstantin Iwlijew Denis Airapetjan        |
| 2022                | Dresden             | wegen der COVID-19-Pandemie entfallen | wegen der COVID-19-Pandemie entfallen                                                 | wegen der COVID-19-Pandemie entfallen | wegen der COVID-19-Pandemie entfallen                                                        | wegen der COVID-19-Pandemie entfallen | wegen der COVID-19-Pandemie entfallen                                                      |
| 2023                | Danzig              | Niederlande                           | Itzhak de Laat Jens van ’t Wout Melle van ’t Wout Friso Emons                         | Italien                               | Tommaso Dotti Mattia Antonioli Luca Spechenhauser Pietro Sighel Thomas Nadalini              | Polen                                 | Diané Sellier Łukasz Kuczyński Michał Niewiński Paweł Adamski                              |
| 2024                | Danzig              | Niederlande                           | Itzhak de Laat Friso Emons Teun Boer Kay Huisman                                      | Belgien                               | Stijn Desmet Ward Pétré Adriaan Dewagtere Enzo Proost Warre Van Damme                        | Polen                                 | Diané Sellier Łukasz Kuczyński Michał Niewiński Félix Pigeon                               |
| 2025                | Dresden             | Italien                               | Thomas Nadalini Lorenzo Previtali Pietro Sighel Luca Spechenhauser Mattia Antonioli   | Polen                                 | Łukasz Kuczyński Michał Niewiński Diané Sellier Neithan Thomas Paweł Adamski                 | Belgien                               | Stijn Desmet Warre Noiron Ward Pétré Warre Van Damme                                       |

### Frauen

#### Mehrkampf
Bei der EM 1998 erhielten die punktgleichen Athletinnen Anke Jannie Landman und Ellen Wiegers beide eine Silbermedaille, die Bronzemedaille wurde nicht vergeben. Nach 2021 wurden keine Titel im Mehrkampf vergeben.
| Europameisterschaft | Europameisterschaft | Gold                   | Gold               | Silber                 | Silber              | Bronze                 | Bronze                   |
| Europameisterschaft | Europameisterschaft | N                      | Name               | N                      | Name                | N                      | Name                     |
| ------------------- | ------------------- | ---------------------- | ------------------ | ---------------------- | ------------------- | ---------------------- | ------------------------ |
| 1997                | Malmö               | Italien                | Marinella Canclini | Niederlande            | Ellen Wiegers       | Russland               | Jelena Tichanina         |
| 1998                | Budapest            | Italien                | Marinella Canclini | Niederlande            | Anke Jannie Landman | nicht vergeben         | nicht vergeben           |
| 1998                | Budapest            | Italien                | Marinella Canclini | Niederlande            | Ellen Wiegers       | nicht vergeben         | nicht vergeben           |
| 1999                | Oberstdorf          | Italien                | Marinella Canclini | Bulgarien              | Ewgenija Radanowa   | Niederlande            | Maureen de Lange         |
| 2000                | Bormio              | Bulgarien              | Ewgenija Radanowa  | Italien                | Katia Zini          | Italien                | Evelina Rodigari         |
| 2001                | Den Haag            | Bulgarien              | Ewgenija Radanowa  | Italien                | Mara Zini           | Frankreich             | Stéphanie Bouvier        |
| 2002                | Grenoble            | Bulgarien              | Ewgenija Radanowa  | Italien                | Mara Zini           | Vereinigtes Konigreich | Joanna Williams          |
| 2003                | Sankt Petersburg    | Bulgarien              | Ewgenija Radanowa  | Frankreich             | Stéphanie Bouvier   | Russland               | Nina Jewtejewa           |
| 2004                | Zoetermeer          | Bulgarien              | Ewgenija Radanowa  | Russland               | Tatjana Borodulina  | Italien                | Marta Capurso            |
| 2005                | Turin               | Russland               | Tatjana Borodulina | Bulgarien              | Ewgenija Radanowa   | Italien                | Marta Capurso            |
| 2006                | Krynica-Zdrój       | Bulgarien              | Ewgenija Radanowa  | Italien                | Arianna Fontana     | Italien                | Katia Zini               |
| 2007                | Sheffield           | Bulgarien              | Ewgenija Radanowa  | Frankreich             | Stéphanie Bouvier   | Italien                | Katia Zini               |
| 2008                | Ventspils           | Italien                | Arianna Fontana    | Bulgarien              | Ewgenija Radanowa   | Russland               | Nina Jewtejewa           |
| 2009                | Turin               | Italien                | Arianna Fontana    | Tschechien             | Kateřina Novotná    | Frankreich             | Stéphanie Bouvier        |
| 2010                | Dresden             | Tschechien             | Kateřina Novotná   | Italien                | Arianna Fontana     | Vereinigtes Konigreich | Elise Christie           |
| 2011                | Heerenveen          | Italien                | Arianna Fontana    | Ungarn                 | Bernadett Heidum    | Italien                | Martina Valcepina        |
| 2012                | Mladá Boleslav      | Italien                | Arianna Fontana    | Niederlande            | Jorien ter Mors     | Italien                | Martina Valcepina        |
| 2013                | Malmö               | Italien                | Arianna Fontana    | Vereinigtes Konigreich | Elise Christie      | Niederlande            | Jorien ter Mors          |
| 2014                | Dresden             | Niederlande            | Jorien ter Mors    | Vereinigtes Konigreich | Elise Christie      | Italien                | Arianna Fontana          |
| 2015                | Dordrecht           | Vereinigtes Konigreich | Elise Christie     | Russland               | Sofja Proswirnowa   | Polen                  | Patrycja Maliszewska     |
| 2016                | Sotschi             | Vereinigtes Konigreich | Elise Christie     | Vereinigtes Konigreich | Charlotte Gilmartin | Niederlande            | Suzanne Schulting        |
| 2017                | Turin               | Italien                | Arianna Fontana    | Russland               | Sofja Proswirnowa   | Russland               | Jekaterina Konstantinowa |
| 2018                | Dresden             | Italien                | Arianna Fontana    | Italien                | Martina Valcepina   | Russland               | Sofja Proswirnowa        |
| 2019                | Dordrecht           | Niederlande            | Suzanne Schulting  | Russland               | Sofja Proswirnowa   | Vereinigtes Konigreich | Elise Christie           |
| 2020                | Debrecen            | Niederlande            | Suzanne Schulting  | Italien                | Arianna Fontana     | Italien                | Martina Valcepina        |
| 2021                | Danzig              | Niederlande            | Suzanne Schulting  | Deutschland            | Anna Seidel         | Russland               | Sofja Proswirnowa        |

#### 500 Meter
| Europameisterschaft | Europameisterschaft | Gold                                  | Gold                                  | Silber                                | Silber                                | Bronze                                | Bronze                                |
| Europameisterschaft | Europameisterschaft | N                                     | Name                                  | N                                     | Name                                  | N                                     | Name                                  |
| ------------------- | ------------------- | ------------------------------------- | ------------------------------------- | ------------------------------------- | ------------------------------------- | ------------------------------------- | ------------------------------------- |
| 2017                | Turin               | Niederlande                           | Rianne de Vries                       | Italien                               | Martina Valcepina                     | Vereinigtes Konigreich                | Charlotte Gilmartin                   |
| 2018                | Dresden             | Italien                               | Martina Valcepina                     | Italien                               | Arianna Fontana                       | Russland                              | Sofja Proswirnowa                     |
| 2019                | Dordrecht           | Polen                                 | Natalia Maliszewska                   | Italien                               | Martina Valcepina                     | Niederlande                           | Lara van Ruijven                      |
| 2020                | Debrecen            | Niederlande                           | Suzanne Schulting                     | Italien                               | Martina Valcepina                     | Polen                                 | Natalia Maliszewska                   |
| 2021                | Danzig              | Niederlande                           | Suzanne Schulting                     | Polen                                 | Natalia Maliszewska                   | Niederlande                           | Xandra Velzeboer                      |
| 2022                | Dresden             | wegen der COVID-19-Pandemie entfallen | wegen der COVID-19-Pandemie entfallen | wegen der COVID-19-Pandemie entfallen | wegen der COVID-19-Pandemie entfallen | wegen der COVID-19-Pandemie entfallen | wegen der COVID-19-Pandemie entfallen |
| 2023                | Danzig              | Niederlande                           | Suzanne Schulting                     | Polen                                 | Natalia Maliszewska                   | Italien                               | Arianna Valcepina                     |
| 2024                | Danzig              | Niederlande                           | Xandra Velzeboer                      | Niederlande                           | Selma Poutsma                         | Belgien                               | Hanne Desmet                          |
| 2025                | Dresden             | Ungarn                                | Petra Jászapáti                       | Italien                               | Arianna Sighel                        | Italien                               | Chiara Betti                          |

#### 1000 Meter
| Europameisterschaft | Europameisterschaft | Gold                                  | Gold                                  | Silber                                | Silber                                | Bronze                                | Bronze                                |
| Europameisterschaft | Europameisterschaft | N                                     | Name                                  | N                                     | Name                                  | N                                     | Name                                  |
| ------------------- | ------------------- | ------------------------------------- | ------------------------------------- | ------------------------------------- | ------------------------------------- | ------------------------------------- | ------------------------------------- |
| 2017                | Turin               | Russland                              | Sofja Proswirnowa                     | Ungarn                                | Andrea Keszler                        | Russland                              | Jekaterina Konstantinowa              |
| 2018                | Dresden             | Italien                               | Arianna Fontana                       | Niederlande                           | Suzanne Schulting                     | Deutschland                           | Anna Seidel                           |
| 2019                | Dordrecht           | Russland                              | Sofja Proswirnowa                     | Frankreich                            | Tifany Huot-Marchand                  | Vereinigtes Konigreich                | Elise Christie                        |
| 2020                | Debrecen            | Niederlande                           | Suzanne Schulting                     | Niederlande                           | Lara van Ruijven                      | Italien                               | Arianna Fontana                       |
| 2021                | Danzig              | Niederlande                           | Suzanne Schulting                     | Niederlande                           | Selma Poutsma                         | Deutschland                           | Anna Seidel                           |
| 2022                | Dresden             | wegen der COVID-19-Pandemie entfallen | wegen der COVID-19-Pandemie entfallen | wegen der COVID-19-Pandemie entfallen | wegen der COVID-19-Pandemie entfallen | wegen der COVID-19-Pandemie entfallen | wegen der COVID-19-Pandemie entfallen |
| 2023                | Danzig              | Belgien                               | Hanne Desmet                          | Niederlande                           | Suzanne Schulting                     | Ungarn                                | Petra Jászapáti                       |
| 2024                | Danzig              | Belgien                               | Hanne Desmet                          | Niederlande                           | Selma Poutsma                         | Niederlande                           | Xandra Velzeboer                      |
| 2025                | Dresden             | Italien                               | Arianna Fontana                       | Ungarn                                | Petra Jászapáti                       | Italien                               | Elisa Confortola                      |

#### 1500 Meter
| Europameisterschaft | Europameisterschaft | Gold                                  | Gold                                  | Silber                                | Silber                                | Bronze                                | Bronze                                |
| Europameisterschaft | Europameisterschaft | N                                     | Name                                  | N                                     | Name                                  | N                                     | Name                                  |
| ------------------- | ------------------- | ------------------------------------- | ------------------------------------- | ------------------------------------- | ------------------------------------- | ------------------------------------- | ------------------------------------- |
| 2017                | Turin               | Italien                               | Arianna Fontana                       | Russland                              | Sofja Proswirnowa                     | Italien                               | Lucia Peretti                         |
| 2018                | Dresden             | Italien                               | Martina Valcepina                     | Niederlande                           | Yara van Kerkhof                      | Ungarn                                | Sára Luca Bácskai                     |
| 2019                | Dordrecht           | Niederlande                           | Suzanne Schulting                     | Vereinigtes Konigreich                | Elise Christie                        | Russland                              | Sofja Proswirnowa                     |
| 2020                | Debrecen            | Niederlande                           | Suzanne Schulting                     | Italien                               | Arianna Fontana                       | Deutschland                           | Anna Seidel                           |
| 2021                | Danzig              | Niederlande                           | Suzanne Schulting                     | Deutschland                           | Anna Seidel                           | Russland                              | Sofja Proswirnowa                     |
| 2022                | Dresden             | wegen der COVID-19-Pandemie entfallen | wegen der COVID-19-Pandemie entfallen | wegen der COVID-19-Pandemie entfallen | wegen der COVID-19-Pandemie entfallen | wegen der COVID-19-Pandemie entfallen | wegen der COVID-19-Pandemie entfallen |
| 2023                | Danzig              | Niederlande                           | Suzanne Schulting                     | Belgien                               | Hanne Desmet                          | Deutschland                           | Anna Seidel                           |
| 2024                | Danzig              | Italien                               | Elisa Confortola                      | Italien                               | Gloria Ioriatti                       | Ungarn                                | Rebeka Sziliczei-Német                |
| 2025                | Dresden             | Niederlande                           | Xandra Velzeboer                      | Italien                               | Gloria Ioriatti                       | Italien                               | Elisa Confortola                      |

#### Staffel
| Europameisterschaft | Europameisterschaft | Gold                                  | Gold                                                                                                   | Silber                                | Silber                                                                                                  | Bronze                                | Bronze                                                                                                  |
| Europameisterschaft | Europameisterschaft | N                                     | Läufer                                                                                                 | N                                     | Läufer                                                                                                  | N                                     | Läufer                                                                                                  |
| ------------------- | ------------------- | ------------------------------------- | --- | ------------------------------------- | --- | ------------------------------------- | --- |
| 1997                | Malmö               | Italien                               | Evelina Rodigari Mara Zini Marinella Canclini Katia Colturi                                            | Bulgarien                             | Daniela Wlaewa Ewgenija Radanowa Anna Krastewa Kristina Wutewa                                          | Russland                              | Marina Pylajewa Jelena Tichanina Anastasia Rasina Jekaterina Michailowa                                 |
| 1998                | Budapest            | Italien                               | Evelina Rodigari Mara Zini Marinella Canclini Mara Urbani Barbara Baldissera                           | Niederlande                           | Ellen Wiegers Melanie de Lange Anke Jannie Landman Maureen de Lange                                     | Deutschland                           | Yvonne Kunze Katrin Weber Susanne Busch Anna Eckner                                                     |
| 1999                | Oberstdorf          | Italien                               | Marta Capurso Marinella Canclini Barbara Baldissera Katia Colturi                                      | Bulgarien                             | Daniela Wlaewa Ewgenija Radanowa Anna Krastewa Marina Georgiewa                                         | Niederlande                           | Melanie de Lange Anouk Wiegers Danielle Molendijk Maureen de Lange                                      |
| 2000                | Bormio              | Bulgarien                             | Daniela Wlaewa Ewgenija Radanowa Marina Georgiewa Anna Stoilkowa                                       | Italien                               | Evelina Rodigari Katia Zini Mara Zini Emanuela Giacomelli Barbara Baldissera                            | Vereinigtes Konigreich                | Joanna Williams Debbie Palmer Sarah Lindsay Laura Howell                                                |
| 2001                | Den Haag            | Bulgarien                             | Daniela Wlaewa Ewgenija Radanowa Marina Georgiewa Anna Stoilkowa                                       | Niederlande                           | Melanie de Lange Anke Jannie Landman Danielle Molendijk Anouk Wiegers                                   | Russland                              | Tatjana Borodulina Nina Jewtejewa Natalja Dmitrijewa Julija Tschatschina                                |
| 2002                | Grenoble            | Italien                               | Marinella Canclini Marta Capurso Evelina Rodigari Mara Zini Katia Zini                                 | Bulgarien                             | Ewgenija Radanowa Marina Georgiewa Daniela Wlaewa Anna Krastewa Kristina Wutewa                         | Deutschland                           | Yvonne Kunze Christin Priebst Susanne Rudolph Ulrike Lehmann Yvonne Bolt                                |
| 2003                | Sankt Petersburg    | Italien                               | Catia Borrello Mara Zini Evelina Rodigari Katia Zini Marta Capurso                                     | Russland                              | Tatjana Borodulina Nina Jewtejewa Natalja Dmitrijewa Marina Tretjakowa                                  | Niederlande                           | Anouk Wiegers Mariëlle Lootsma Melanie de Lange Maureen de Lange                                        |
| 2004                | Zoetermeer          | Russland                              | Tatjana Borodulina Marina Tretjakowa Jelisaweta Iwljewa Nina Jewtejewa                                 | Italien                               | Katia Zini Catia Borrello Mara Zini Evelina Rodigari Marta Capurso                                      | Deutschland                           | Yvonne Kunze Christin Priebst Aika Klein Ulrike Lehmann                                                 |
| 2005                | Turin               | Russland                              | Nina Jewtejewa Tatjana Borodulina Marina Tretjakowa Elisaweta Iwljewa                                  | Frankreich                            | Myrtille Gollin Stéphanie Bouvier Céline Lecompère Choi Min-kyung                                       | Deutschland                           | Yvonne Kunze Aika Klein Christin Priebst Tina Grassow                                                   |
| 2006                | Krynica-Zdrój       | Italien                               | Marta Capurso Mara Zini Arianna Fontana Katia Zini                                                     | Frankreich                            | Choi Min-kyung Stéphanie Bouvier Myrtille Gollin Céline Lecompère                                       | Ungarn                                | Bernadett Heidum Erika Huszár Szandra Lajtos Rózsa Darázs                                               |
| 2007                | Sheffield           | Deutschland                           | Susanne Rudolph Christin Priebst Tina Grassow Julia Riedel                                             | Italien                               | Katia Zini Mara Zini Cecilia Maffei Marta Capurso Arianna Fontana                                       | Niederlande                           | Ellen Wiegers Maaike Vos Annita van Doorn Jorien ter Mors                                               |
| 2008                | Ventspils           | Vereinigtes Konigreich                | Sarah Lindsay Joanna Williams Elise Christie Alex Whelbourne Charlotte Gilmartin                       | Bulgarien                             | Ewgenija Radanowa Marina Georgiewa-Nikolowa Daniela Iwanowa Gergana Patsowa                             | Deutschland                           | Susanne Rudolph Aika Klein Christin Priebst Tina Grassow                                                |
| 2009                | Turin               | Ungarn                                | Bernadett Heidum Erika Huszár Rózsa Darázs Andrea Keszler                                              | Deutschland                           | Susanne Rudolph Aika Klein Christin Priebst Bianca Walter                                               | Niederlande                           | Maaike Vos Liesbeth Mau Asam Annita van Doorn Sanne van Kerkhof                                         |
| 2010                | Dresden             | Deutschland                           | Aika Klein Christin Priebst Julia Riedel Bianca Walter                                                 | Russland                              | Nina Jewtejewa Walerija Potjomkina Jekaterina Belowa Olga Beljakowa                                     | Niederlande                           | Annita van Doorn Jorien ter Mors Liesbeth Mau Asam Maaike Vos Sanne van Kerkhof                         |
| 2011                | Heerenveen          | Niederlande                           | Jorien ter Mors Sanne van Kerkhof Annita van Doorn Yara van Kerkhof                                    | Ungarn                                | Andrea Keszler Erika Huszár Rózsa Darázs Bernadett Heidum Szandra Lajtos                                | Italien                               | Arianna Fontana Elena Viviani Lucia Peretti Martina Valcepina Cecilia Maffei                            |
| 2012                | Mladá Boleslav      | Niederlande                           | Yara van Kerkhof Jorien ter Mors Annita van Doorn Sanne van Kerkhof                                    | Italien                               | Cecilia Maffei Arianna Valcepina Arianna Fontana Martina Valcepina Elena Viviani                        | Ungarn                                | Patricia Tóth Andrea Keszler Szandra Lajtos Bernadett Heidum                                            |
| 2013                | Malmö               | Niederlande                           | Lara van Ruijven Jorien ter Mors Sanne van Kerkhof Yara van Kerkhof                                    | Deutschland                           | Christin Priebst Tina Grassow Julia Riedel Bianca Walter                                                | Polen                                 | Natalia Maliszewska Patrycja Maliszewska Marta Wojcik Paula Bzura Aida Bella                            |
| 2014                | Dresden             | Niederlande                           | Jorien ter Mors Sanne van Kerkhof Yara van Kerkhof Lara van Ruijven                                    | Vereinigtes Konigreich                | Elise Christie Charlotte Gilmartin Alex Stanley Kathryn Thomson                                         | Ungarn                                | Szandra Lajtos Bernadett Heidum Andrea Keszler Zsófia Kónya                                             |
| 2015                | Dordrecht           | Russland                              | Jekaterina Konstantinowa Emina Malagitsch Sofja Proswirnowa Jekaterina Strelkowa Jewgenija Sacharowa   | Niederlande                           | Rianne de Vries Suzanne Schulting Yara van Kerkhof Lara van Ruijven                                     | Ungarn                                | Sára Luca Bácskai Bernadett Heidum Petra Jászapáti Szandra Lajtos                                       |
| 2016                | Sotschi             | Niederlande                           | Suzanne Schulting Jorien ter Mors Yara van Kerkhof Lara van Ruijven Rianne de Vries                    | Russland                              | Jekaterina Konstantinowa Emina Malagitsch Jekaterina Strelkowa Jewgenija Sacharowa Tatjana Borodulina   | Italien                               | Cecilia Maffei Lucia Peretti Arianna Valcepina Elena Viviani Federica Tombolato                         |
| 2017                | Turin               | Italien                               | Lucia Peretti Cecilia Maffei Arianna Fontana Martina Valcepina Arianna Valcepina                       | Ungarn                                | Sára Luca Bácskai Petra Jászapáti Andrea Keszler Zsófia Kónya                                           | Niederlande                           | Suzanne Schulting Yara van Kerkhof Lara van Ruijven Rianne de Vries                                     |
| 2018                | Dresden             | Russland                              | Tatjana Borodulina Emina Malagitsch Sofja Proswirnowa Jekaterina Jefremenkowa Jekaterina Konstantinowa | Ungarn                                | Bernadett Heidum Andrea Keszler Zsófia Kónya Petra Jászapáti Sára Luca Bácskai                          | Frankreich                            | Véronique Pierron Tifany Huot-Marchand Selma Poutsma Gwendoline Daudet                                  |
| 2019                | Dordrecht           | Niederlande                           | Rianne de Vries Suzanne Schulting Yara van Kerkhof Lara van Ruijven Tineke den Dulk                    | Russland                              | Jekaterina Jefremenkowa Jekaterina Konstantinowa Emina Malagitsch Sofja Proswirnowa Jewgenija Sacharowa | Ungarn                                | Sára Luca Bácskai Petra Jászapáti Marta Knoch Barbara Somogyi                                           |
| 2020                | Debrecen            | Niederlande                           | Rianne de Vries Lara van Ruijven Yara van Kerkhof Suzanne Schulting                                    | Italien                               | Arianna Fontana Martina Valcepina Cynthia Mascitto Arianna Sighel Nicole Botter Gomez                   | Russland                              | Emina Malagitsch Jewgenija Sacharowa Sofja Proswirnowa Jekaterina Jefremenkowa Jekaterina Konstantinowa |
| 2021                | Danzig              | Frankreich                            | Gwendoline Daudet Tifany Huot-Marchand Aurélie Lévêque Aurélie Monvoisin                               | Niederlande                           | Suzanne Schulting Rianne de Vries Xandra Velzeboer Selma Poutsma Georgie Dalrymple                      | Italien                               | Martina Valcepina Cynthia Mascitto Arianna Sighel Gloria Ioriatti Elena Viviani                         |
| 2022                | Dresden             | wegen der COVID-19-Pandemie entfallen | wegen der COVID-19-Pandemie entfallen                                                                  | wegen der COVID-19-Pandemie entfallen | wegen der COVID-19-Pandemie entfallen                                                                   | wegen der COVID-19-Pandemie entfallen | wegen der COVID-19-Pandemie entfallen                                                                   |
| 2023                | Danzig              | Niederlande                           | Yara van Kerkhof Suzanne Schulting Xandra Velzeboer Selma Poutsma Michelle Velz                        | Ungarn                                | Zsófia Kónya Petra Jászapáti Rebeka Sziliczei-Német Sára Luca Bácskai                                   | Italien                               | Arianna Valcepina Arianna Sighel Gloria Ioriatti Nicole Botter Gomez Elisa Confortola                   |
| 2024                | Danzig              | Niederlande                           | Yara van Kerkhof Selma Poutsma Xandra Velzeboer Diede van Oorschot                                     | Italien                               | Arianna Sighel Elisa Confortola Chiara Betti Gloria Ioriatti Katia Filippi                              | Frankreich                            | Cloé Ollivier Gwendoline Daudet Bérénice Comby Aurélie Lévêque                                          |
| 2025                | Dresden             | Italien                               | Chiara Betti Elisa Confortola Arianna Fontana Gloria Ioriatti Arianna Sighel                           | Ungarn                                | Sára Bácskai Petra Jászapáti Zsófia Kónya Maja Somodi Rebeka Sziliczei-Német                            | Polen                                 | Natalia Maliszewska Nikola Mazur Kamila Stormowska Gabriela Topolska                                    |

### Mixedstaffel
| Europameisterschaft | Europameisterschaft | Gold        | Gold                                                                                               | Silber      | Silber                                                                                           | Bronze  | Bronze                                                                                             |
| Europameisterschaft | Europameisterschaft | N           | Läufer                                                                                             | N           | Läufer                                                                                           | N       | Läufer                                                                                             |
| ------------------- | ------------------- | ----------- | -------------------------------------------------------------------------------------------------- | ----------- | ------------------------------------------------------------------------------------------------ | ------- | -------------------------------------------------------------------------------------------------- |
| 2023                | Danzig              | Niederlande | Xandra Velzeboer Suzanne Schulting Selma Poutsma Itzhak de Laat Jens van ’t Wout Melle van ’t Wout | Belgien     | Hanne Desmet Tineke den Dulk Alexandra Danneel Stijn Desmet Ward Pétré Adriaan Dewagtere         | Italien | Arianna Valcepina Arianna Sighel Elisa Confortola Thomas Nadalini Luca Spechenhauser Pietro Sighel |
| 2024                | Danzig              | Niederlande | Xandra Velzeboer Yara van Kerkhof Selma Poutsma Teun Boer Kay Huisman                              | Polen       | Nikola Mazur Kamila Stormowska Gabriela Topolska Diané Sellier Łukasz Kuczyński Michał Niewiński | Belgien | Hanne Desmet Tineke den Dulk Stijn Desmet Ward Pétré Adriaan Dewagtere                             |
| 2025                | Dresden             | Frankreich  | Gwendoline Daudet Aurélie Lévêque Cloé Ollivier Etienne Bastier Quentin Fercoq Tawan Thomas        | Niederlande | Zoë Deltrap Diede van Oorschot Michelle Velzeboer Teun Boer Sjinkie Knegt Jens van 't Wout       | Polen   | Natalia Maliszewska Nikola Mazur Kamila Stormowska Łukasz Kuczyński Michał Niewiński Diané Sellier |

## Erfolgreichste EM-Teilnehmer

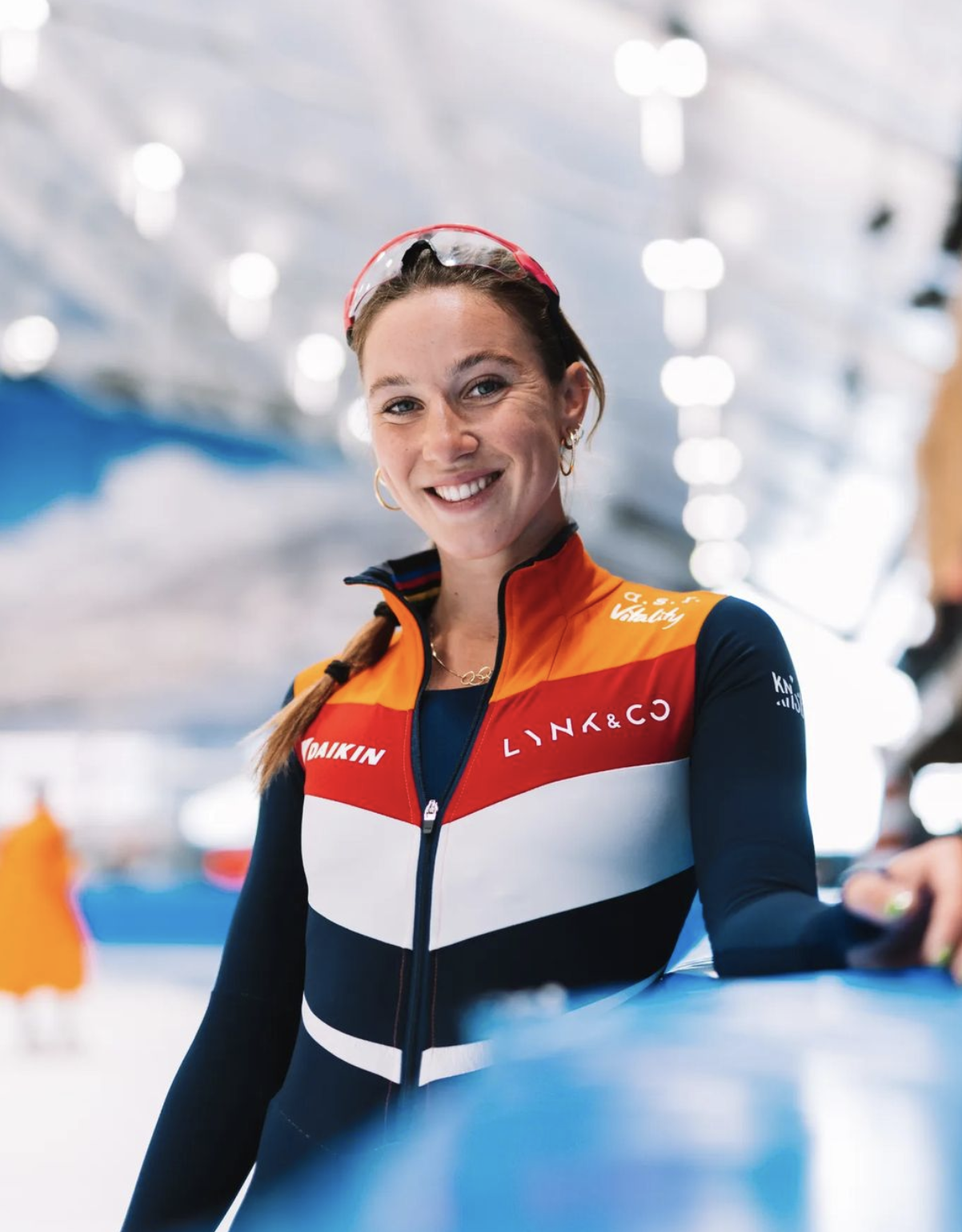
Suzanne Schulting
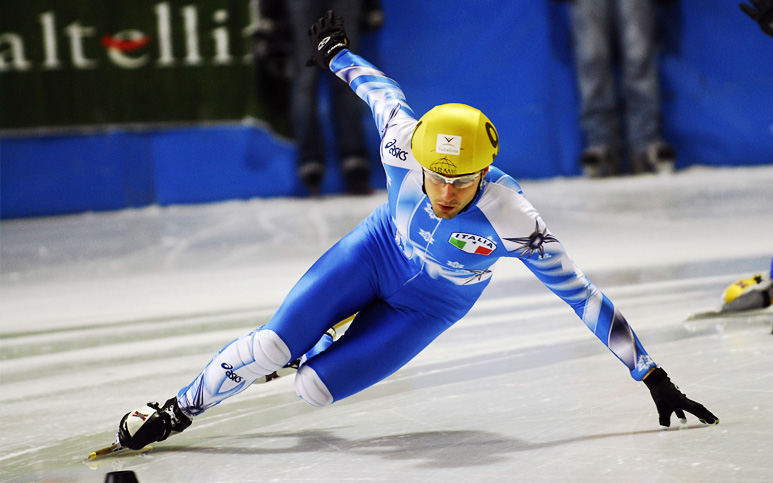
Nicola Rodigari
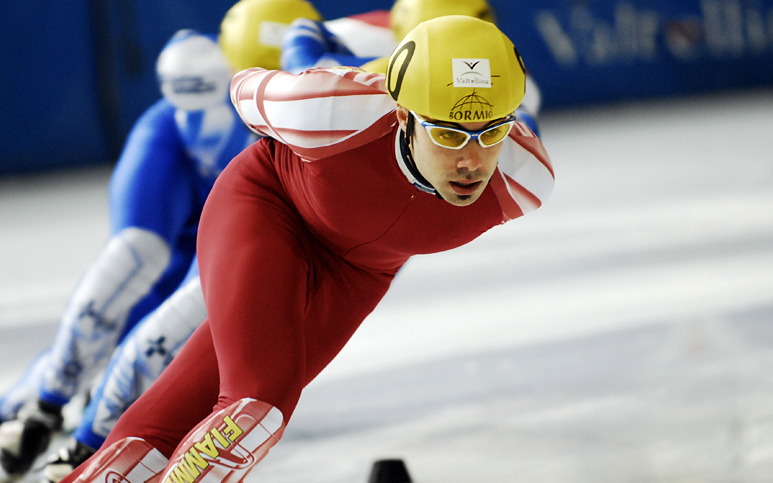
Fabio Carta
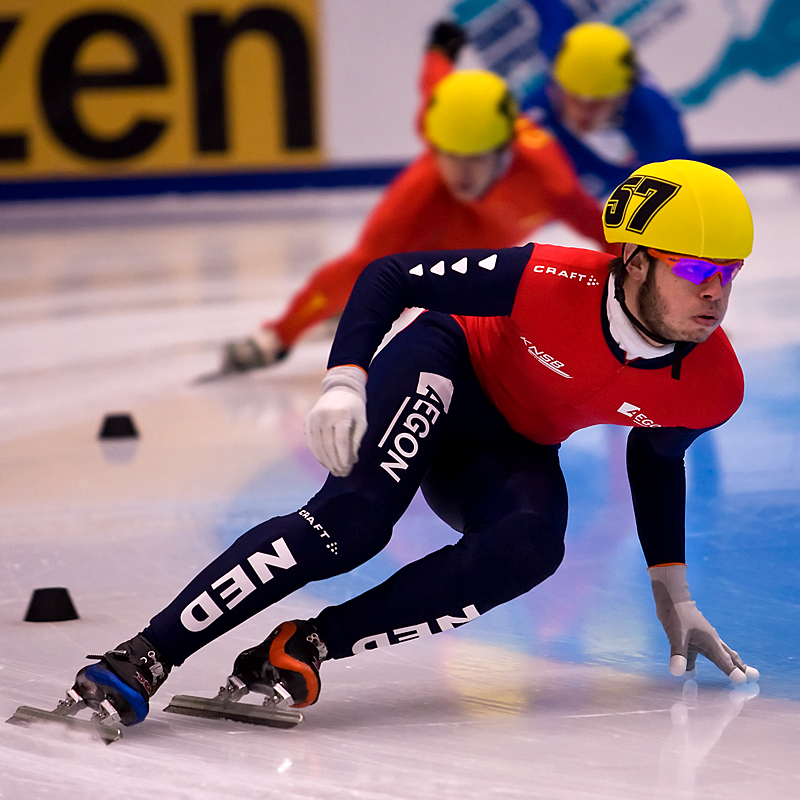
Sjinkie Knegt

Die Liste der erfolgreichsten EM-Teilnehmer ist in zwei Tabellen aufgeteilt. In der ersten Tabelle werden die Shorttrack-Läufer aufgeführt, die mindestens vier Goldmedaillen bei Europameisterschaften gewonnen haben. Das schließt Mehrkampf- und Staffelmedaillen ebenso wie Medaillen über 500 Meter, 1000 Meter und 1500 Meter seit 2017 ein, nicht aber die vor 2017 erreichten Siege auf Einzelstrecken. Diese Zählweise entspricht der Darstellung in der Datenbank der Internationalen Eislaufunion. In der zweiten Tabelle werden alle Athleten aufgeführt, die in mindestens drei Einzelwettkämpfen (Mehrkampf sowie 500, 1000, 1500 und 3000 Meter) siegten – ungeachtet dessen, ob sie für den Sieg eine Goldmedaille beziehungsweise den Europameistertitel erhielten.
Am häufigsten Europameisterin wurde Suzanne Schulting, die seit 2015 insgesamt zwölf Einzeltitel und fünf Titel mit Staffeln gewann. Bei den Männern war Nicola Rodigari aus Italien am erfolgreichsten: Er errang zwischen 1999 und 2010 fünf Titel im Mehrkampf und zehn Titel mit der Staffel. Sein Teamkollege Fabio Carta gewann insgesamt 14 EM-Goldmedaillen, darunter sieben im Mehrkampf und sieben mit der Staffel. Die meisten Streckensiege insgesamt feierten Ewgenija Radanowa (29), Arianna Fontana (19) und Fabio Carta (18).
Stand aller Daten: nach der Europameisterschaft 2025

### Nach Medaillen
- Platz: Reihenfolge der Athleten. Diese wird durch die Anzahl der Goldmedaillen bestimmt. Bei gleicher Anzahl werden die Silbermedaillen verglichen, dann die Bronzemedaillen.
- Name: Name des Athleten.
- Land: Das Land, für das der Athlet startete.
- M/W: Das Geschlecht des Athleten (männlich/weiblich).
- Von: Das Jahr, in dem der Athlet die erste Medaille gewonnen hat.
- Bis: Das Jahr, in dem der Athlet die letzte Medaille gewonnen hat.
- Gold: Anzahl der gewonnenen Goldmedaillen.
- Einzelgold: Anzahl der gewonnenen Goldmedaillen, die in einer Individualdisziplin gewonnen wurden.
- Silber: Anzahl der gewonnenen Silbermedaillen.
- Bronze: Anzahl der gewonnenen Bronzemedaillen.
- Gesamt: Anzahl aller gewonnenen Medaillen.

| Platz | Name                | Land        | M/W | von  | bis  | Gold | Einzel- gold | Silber | Bronze | Gesamt |
| ----- | ------------------- | ----------- | --- | ---- | ---- | ---- | ------------ | ------ | ------ | ------ |
| 01.   | Suzanne Schulting   | Niederlande | w   | 2015 | 2023 | 17   | 12           | 4      | 2      | 23     |
| 02.   | Nicola Rodigari     | Italien     | m   | 1999 | 2017 | 15   | 5            | 1      | 2      | 18     |
| 03.   | Fabio Carta         | Italien     | m   | 1997 | 2008 | 14   | 7            | 3      | 1      | 18     |
| 04.   | Arianna Fontana     | Italien     | w   | 2006 | 2025 | 13   | 10           | 8      | 3      | 24     |
| 05.   | Sjinkie Knegt       | Niederlande | m   | 2009 | 2025 | 13   | 7            | 6      | 3      | 22     |
| 06.   | Semjon Jelistratow  | Russland    | m   | 2011 | 2021 | 11   | 7            | 7      | 11     | 29     |
| 07.   | Yara van Kerkhof    | Niederlande | w   | 2011 | 2024 | 10   | 0            | 2      | 1      | 13     |
| 08.   | Ewgenija Radanowa   | Bulgarien   | w   | 1997 | 2008 | 9    | 7            | 7      | 0      | 16     |
| 09.   | Nicola Franceschina | Italien     | m   | 1998 | 2006 | 7    | 0            | 2      | 4      | 13     |
| 10.   | Marinella Canclini  | Italien     | w   | 1997 | 2002 | 7    | 3            | 0      | 0      | 7      |
| 11.   | Shaolin Sándor Liu  | Ungarn      | m   | 2013 | 2020 | 6    | 5            | 7      | 2      | 15     |
| 12.   | Pietro Sighel       | Italien     | m   | 2021 | 2025 | 6    | 5            | 5      | 1      | 12     |
| 13.   | Jens van ’t Wout    | Niederlande | m   | 2021 | 2025 | 6    | 1            | 4      | 0      | 10     |
| 14.   | Itzhak de Laat      | Niederlande | m   | 2015 | 2024 | 6    | 0            | 3      | 5      | 14     |
| 15.   | Jorien ter Mors     | Niederlande | w   | 2007 | 2016 | 6    | 1            | 1      | 3      | 10     |
| 16.   | Xandra Velzeboer    | Niederlande | w   | 2021 | 2025 | 6    | 1            | 1      | 2      | 9      |
| 17.   | Daan Breeuwsma      | Niederlande | m   | 2009 | 2020 | 5    | 0            | 5      | 1      | 11     |
| 18.   | Mara Zini           | Italien     | w   | 1997 | 2007 | 5    | 0            | 5      | 0      | 10     |
| 19.   | Michele Antonioli   | Italien     | m   | 1997 | 2003 | 5    | 0            | 3      | 2      | 10     |
| 20.   | Lara van Ruijven    | Niederlande | w   | 2013 | 2020 | 5    | 0            | 2      | 2      | 9      |
| 21.   | Roberto Serra       | Italien     | m   | 2004 | 2010 | 5    | 0            | 0      | 0      | 5      |
| 22.   | Shaoang Liu         | Ungarn      | m   | 2015 | 2020 | 4    | 3            | 8      | 1      | 13     |
| 21.   | Sofja Proswirnowa   | Russland    | w   | 2015 | 2021 | 4    | 2            | 5      | 6      | 15     |
| 24.   | Selma Poutsma       | Niederlande | w   | 2018 | 2024 | 4    | 0            | 4      | 1      | 9      |
| 25.   | Wiktor Ahn          | Russland    | m   | 2013 | 2018 | 4    | 1            | 4      | 1      | 9      |
| 26.   | Tatjana Borodulina  | Russland    | w   | 2001 | 2018 | 4    | 1            | 3      | 1      | 8      |
| 26.   | Freek van der Wart  | Niederlande | m   | 2009 | 2016 | 4    | 1            | 3      | 1      | 8      |
| 28.   | Marta Capurso       | Italien     | w   | 1999 | 2007 | 4    | 0            | 2      | 2      | 8      |
| 29.   | Evelina Rodigari    | Italien     | w   | 1997 | 2003 | 4    | 0            | 2      | 1      | 7      |
| 29.   | Rianne de Vries     | Niederlande | w   | 2015 | 2020 | 4    | 1            | 2      | 1      | 7      |
| 31.   | Yuri Confortola     | Italien     | m   | 2007 | 2021 | 4    | 0            | 1      | 3      | 8      |
| 32.   | Maurizio Carnino    | Italien     | m   | 1998 | 2004 | 4    | 0            | 1      | 0      | 5      |
| 33.   | Sanne van Kerkhof   | Niederlande | w   | 2009 | 2014 | 4    | 0            | 0      | 1      | 5      |

### Nach Einzelerfolgen
- Platz: Reihenfolge der Athleten. Diese wird durch die Anzahl der Goldmedaillen bestimmt. Bei gleicher Anzahl werden die Silbermedaillen verglichen, dann die Bronzemedaillen.
- Name: Name des Athleten.
- Land: Das Land, für das der Athlet startete.
- M/W: Das Geschlecht des Athleten (männlich/weiblich).
- Von: Das Jahr, in dem der Athlet erstmals in einem EM-Einzelwettbewerb siegte.
- Bis: Das Jahr, in dem der Athlet letztmals in einem EM-Einzelwettbewerb siegte.
- MK: Anzahl der gewonnenen Mehrkämpfe.
- 500 m, 1000 m, 1500 m, 3000 m: Anzahl der gewonnenen Rennen auf der jeweiligen Strecke.
- Gesamt: Anzahl aller gewonnenen Einzelwettbewerbe (Mehrkampf und Einzelstrecken).

| Platz | Name                | Land           | M/W | von  | bis  | MK | 500 m | 1000 m | 1500 m | 3000 m | gesamt |
| ----- | ------------------- | -------------- | --- | ---- | ---- | -- | ----- | ------ | ------ | ------ | ------ |
| 01.   | Ewgenija Radanowa   | Bulgarien      | w   | 1999 | 2008 | 7  | 6     | 10     | 8      | 5      | 36     |
| 02.   | Arianna Fontana     | Italien        | w   | 2008 | 2025 | 7  | 5     | 4      | 5      | 6      | 27     |
| 03.   | Fabio Carta         | Italien        | m   | 1997 | 2006 | 7  | 3     | 5      | 4      | 6      | 25     |
| 04.   | Nicola Rodigari     | Italien        | m   | 2002 | 2010 | 5  | 3     | 3      | 4      | 0      | 15     |
| 05.   | Sjinkie Knegt       | Niederlande    | m   | 2011 | 2018 | 3  | 3     | 3      | 5      | 0      | 14     |
| 06.   | Suzanne Schulting   | Niederlande    | w   | 2019 | 2023 | 3  | 3     | 2      | 4      | 1      | 13     |
| 07.   | Semjon Jelistratow  | Russland       | m   | 2014 | 2021 | 3  | 0     | 3      | 4      | 2      | 12     |
| 08.   | Marinella Canclini  | Italien        | w   | 1997 | 1999 | 3  | 2     | 2      | 1      | 3      | 11     |
| 09.   | Elise Christie      | Großbritannien | w   | 2013 | 2016 | 2  | 2     | 3      | 3      | 0      | 10     |
| 10.   | Haralds Silovs      | Lettland       | m   | 2008 | 2011 | 2  | 0     | 1      | 2      | 1      | 6      |
| 11.   | Wiktor Ahn          | Russland       | m   | 2014 | 2015 | 1  | 2     | 1      | 0      | 1      | 5      |
| 11.   | Shaolin Sándor Liu  | Ungarn         | m   | 2017 | 2020 | 1  | 1     | 2      | 1      | 0      | 5      |
| 11.   | Kateřina Novotná    | Tschechien     | w   | 2009 | 2010 | 1  | 0     | 1      | 1      | 2      | 5      |
| 11.   | Sofja Proswirnowa   | Russland       | w   | 2015 | 2021 | 0  | 0     | 3      | 0      | 2      | 5      |
| 11.   | Pietro Sighel       | Italien        | m   | 2024 | 2025 | 0  | 2     | 2      | 1      | 0      | 5      |
| 16.   | Tatjana Borodulina  | Russland       | w   | 2004 | 2005 | 1  | 1     | 0      | 0      | 2      | 4      |
| 16.   | Jorien ter Mors     | Niederlande    | w   | 2012 | 2014 | 1  | 0     | 1      | 1      | 1      | 4      |
| 18.   | Nicola Franceschina | Italien        | m   | 1999 | 2004 | 0  | 2     | 1      | 0      | 0      | 3      |
| 18.   | Pieter Gysel        | Belgien        | m   | 2004 | 2007 | 0  | 0     | 0      | 0      | 3      | 3      |
| 18.   | Shaoang Liu         | Ungarn         | m   | 2019 | 2020 | 1  | 1     | 0      | 1      | 0      | 3      |
| 18.   | Bruno Loscos        | Frankreich     | m   | 2001 | 2001 | 1  | 0     | 1      | 1      | 0      | 3      |
| 18.   | Martina Valcepina   | Italien        | w   | 2011 | 2018 | 0  | 2     | 0      | 1      | 0      | 3      |
| 18.   | Freek van der Wart  | Niederlande    | m   | 2013 | 2013 | 1  | 0     | 1      | 0      | 1      | 3      |
| 18.   | Jens van ’t Wout    | Niederlande    | m   | 2021 | 2025 | 0  | 1     | 0      | 2      | 0      | 3      |

## Nationenwertung
Bei den Männern haben Shorttracker aus Italien, bei den Frauen die Sportlerinnen aus den Niederlanden die meisten Europameistertitel gewonnen. Auf dem dritten Rang der Nationenwertung liegt Russland. An allen neun bulgarischen Goldmedaillen war Ewgenija Radanowa beteiligt, an nahezu allen ungarischen Erfolgen die Brüder Shaolin Sándor und Shaoang Liu. Die vier deutschen Europameistertitel wurden zwischen 2005 und 2010 jeweils von Staffeln errungen.
Stand aller Daten: nach der Europameisterschaft 2025

### Gesamt
| Platz | Land                   | Gold | Einzel- gold | Silber | Bronze | Gesamt |
| ----- | ---------------------- | ---- | ------------ | ------ | ------ | ------ |
| 01.   | Italien                | 52   | 33           | 34     | 31     | 117    |
| 02.   | Niederlande            | 46   | 27           | 38     | 22     | 106    |
| 03.   | Russland               | 20   | 12           | 20     | 29     | 69     |
| 04.   | Ungarn                 | 11   | 9            | 23     | 13     | 47     |
| 05.   | Bulgarien              | 9    | 7            | 7      | 0      | 16     |
| 06.   | Großbritannien         | 5    | 2            | 11     | 12     | 28     |
| 07.   | Deutschland            | 4    | 0            | 6      | 14     | 24     |
| 08.   | Frankreich             | 3    | 1            | 7      | 13     | 23     |
| 09.   | Belgien                | 3    | 3            | 7      | 6      | 16     |
| 10.   | Lettland               | 2    | 2            | 1      | 2      | 5      |
| 11.   | Polen                  | 1    | 1            | 4      | 7      | 12     |
| 12.   | Tschechien             | 1    | 1            | 1      | 0      | 2      |
| 13.   | Israel                 | 0    | 0            | 1      | 3      | 4      |
| 14.   | Türkei                 | 0    | 0            | 0      | 1      | 1      |
| 14.   | Ukraine                | 0    | 0            | 0      | 1      | 1      |
|       | Gesamt (1997 bis 2025) | 157  | 98           | 160    | 154    | 471    |

### Männer
| Platz | Land                   | Gold | Einzel- gold | Silber | Bronze | Gesamt |
| ----- | ---------------------- | ---- | ------------ | ------ | ------ | ------ |
| 01.   | Italien                | 28   | 17           | 13     | 11     | 52     |
| 02.   | Niederlande            | 19   | 11           | 22     | 10     | 51     |
| 03.   | Russland               | 13   | 9            | 11     | 16     | 40     |
| 04.   | Ungarn                 | 9    | 8            | 15     | 5      | 29     |
| 05.   | Großbritannien         | 2    | 0            | 6      | 6      | 14     |
| 06.   | Deutschland            | 2    | 0            | 2      | 5      | 9      |
| 07.   | Lettland               | 2    | 2            | 1      | 2      | 5      |
| 08.   | Belgien                | 1    | 1            | 5      | 4      | 10     |
| 09.   | Frankreich             | 1    | 1            | 2      | 9      | 12     |
| 10.   | Israel                 | 0    | 0            | 1      | 3      | 4      |
| 11.   | Polen                  | 0    | 0            | 1      | 2      | 3      |
| 12.   | Türkei                 | 0    | 0            | 0      | 1      | 1      |
| 12.   | Ukraine                | 0    | 0            | 0      | 1      | 1      |
|       | Gesamt (1997 bis 2025) | 77   | 49           | 79     | 75     | 231    |

### Frauen
| Platz | Land                   | Gold | Einzel- gold | Silber | Bronze | Gesamt |
| ----- | ---------------------- | ---- | ------------ | ------ | ------ | ------ |
| 01.   | Niederlande            | 25   | 16           | 15     | 12     | 52     |
| 02.   | Italien                | 24   | 16           | 21     | 19     | 64     |
| 03.   | Bulgarien              | 9    | 7            | 7      | 0      | 16     |
| 04.   | Russland               | 7    | 3            | 9      | 13     | 29     |
| 05.   | Großbritannien         | 3    | 2            | 5      | 6      | 14     |
| 06.   | Ungarn                 | 2    | 1            | 8      | 8      | 18     |
| 07.   | Deutschland            | 2    | 0            | 4      | 9      | 15     |
| 08.   | Belgien                | 2    | 2            | 1      | 1      | 4      |
| 09.   | Frankreich             | 1    | 0            | 5      | 4      | 10     |
| 10.   | Polen                  | 1    | 1            | 2      | 4      | 7      |
| 11.   | Tschechien             | 1    | 1            | 1      | 0      | 2      |
|       | Gesamt (1997 bis 2025) | 77   | 49           | 78     | 76     | 231    |

### Mixed
| Platz | Land                   | Gold | Silber | Bronze | Gesamt |
| ----- | ---------------------- | ---- | ------ | ------ | ------ |
| 01.   | Niederlande            | 2    | 1      | 0      | 3      |
| 02.   | Frankreich             | 1    | 0      | 0      | 1      |
| 03.   | Belgien                | 0    | 1      | 1      | 2      |
| 03.   | Polen                  | 0    | 1      | 1      | 2      |
| 04.   | Italien                | 0    | 0      | 1      | 1      |
|       | Gesamt (2023 bis 2025) | 3    | 3      | 3      | 9      |